# Stanisław Lipiński (dziennikarz)
Stanisław Rawicz Lipiński (ur. 1874 we Lwowie, zm. 27 maja 1912 w Krakowie) – polski dziennikarz.

## Życiorys
Urodził się w 1874 we Lwowie. W młodości wraz z rodzicami przeprowadził się do Krakowa. Tam ukończył naukę w szkole średniej. Studiował na Uniwersytecie Wiedeńskim. Od 1894 pracował w redakcji „Dziennika Porannego” w Krakowie, a potem w „Dzienniku Krakowskim”. Jednocześnie swoje artykuły drukował w innych czasopismach krakowskich, a także warszawskich i lwowskich. Pewien czas pracował w zawodzie w Warszawie, po czym wrócił do Krakowa. W 1904 założył tygodnik „Nowości Illustrowane”, którego był wydawcą i redaktorem naczelnym. Czasopismo stało się jednym z najpopularniejszych w Galicji. Rozwijał wydawanie tego periodyku zakładając własny zakład fotograficzny, cynkografię, drukarnię.
Był żonaty i miał dzieci. Zmarł po dłuższej chorobie 27 maja 1912 w Krakowie w wieku 38 lat. Został pochowany w grobowcu rodzinnym na cmentarzu Rakowickim w Krakowie (kwatera P).